# Standart région de Samara Togliatti
 (août 2023).
Le Standart région de Samara-Togliatti, ou CSK VVS Samara, est un club russe de basket-ball de la ville de Togliatti (oblast de Samara).

## Entraîneurs successifs
- Depuis ? : -